# 斯尼日基 (斯塔維謝區)
49°21′54″N 30°7′15″E / 49.36500°N 30.12083°E

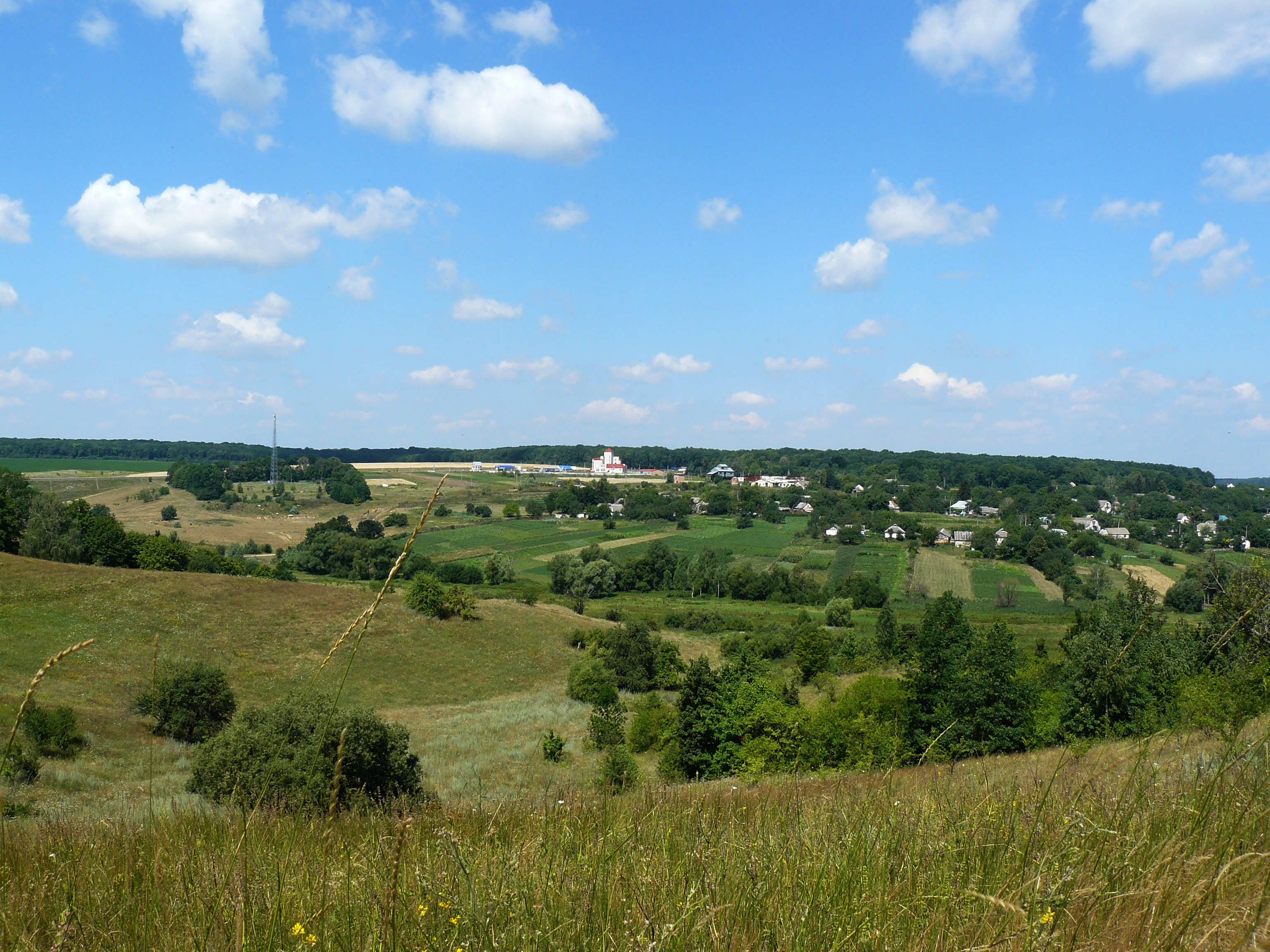

斯尼日基（烏克蘭語：Сніжки）是位於烏克蘭北部的村莊，由基辅州白采爾克瓦區的斯塔維謝市鎮負責管轄。該村面積2.24平方公里，海拔高度197米，2001年人口417，人口密度每平方公里213.8人。